# Provincetown (condado de Barnstable, Massachusetts)
Provincetown é um lugar designado pelo censo localizado no condado de Barnstable no estado estadounidense de Massachusetts. No Censo de 2010 tinha uma população de 2.642 habitantes e uma densidade populacional de 194,86 pessoas por km².

## Geografia
Provincetown encontra-se localizado nas coordenadas 42° 03′ 24″ N, 70° 10′ 42″ O. Segundo a Departamento do Censo dos Estados Unidos, Provincetown tem uma superfície total de 13.56 km², da qual 4.63 km² correspondem a terra firme e (65.86%) 8.93 km² é água.

## Demografia
Segundo o censo de 2010, tinha 2.642 pessoas residindo em Provincetown. A densidade populacional era de 194,86 hab./km². Dos 2.642 habitantes, Provincetown estava composto pelo 91.18% brancos, o 4.2% eram afroamericanos, o 0.61% eram amerindios, o 0.61% eram asiáticos, o 0% eram insulares do Pacífico, o 1.7% eram de outras raças e o 1.7% pertenciam a duas ou mais raças. Do total da população o 4.62% eram hispanos ou latinos de qualquer raça.